# 阿克维尔
阿克维尔（法語：Hacqueville，法語發音：[akvil]）是法国厄尔省的一个市镇，属于莱桑德利区。

## 地理
阿克维尔（49°16'55"N, 1°33'20"E）面积9.81 平方千米，位于法国诺曼底大区厄尔省，该省份为法国北部内陆省份，北起滨海塞纳省，西接奧恩省和卡爾瓦多斯省，南至厄尔-卢瓦省，东临瓦兹省、瓦兹河谷省和伊夫林省。
与阿克维尔接壤的市镇（或旧市镇、城区）包括：埃特雷帕尼、法尔索、里什维尔、圣玛丽-德瓦蒂梅尼勒。

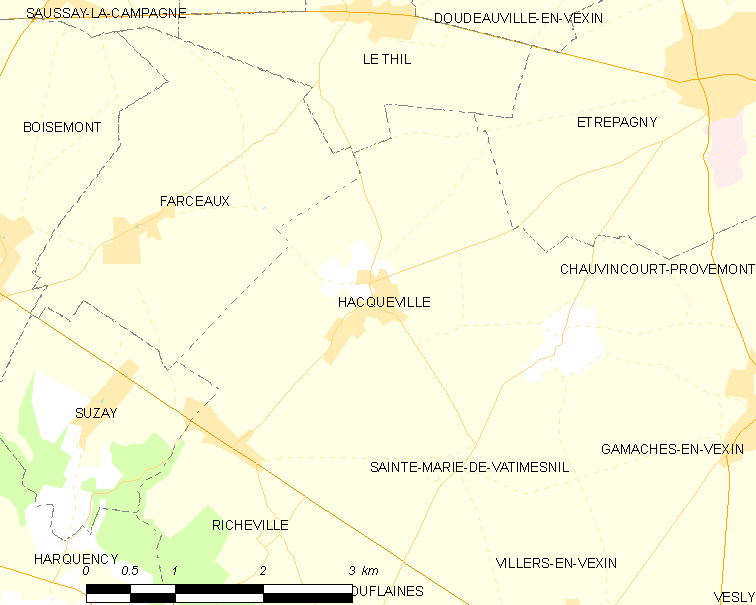
阿克维尔的OSM定位图

阿克维尔的时区为UTC+01:00、UTC+02:00（夏令时）。

## 行政
阿克维尔的邮政编码为27150，INSEE市镇编码为27310。

## 政治
阿克维尔所属的省级选区为日索尔县。

## 人口

1962-2008年间阿克维尔人口变化图示

阿克维尔于2022年1月1日时的人口数量为403人。